# 우에다역 (나가노현)
우에다역(일본어: 上田駅, うえだえき)은 일본 나가노현 우에다시에 있는 철도역이다.

## 타는 곳

### 동일본 여객철도
| 1 | ■ 호쿠리쿠 신칸센 | 다카사키・오미야・도쿄 방면              |
| 2 | ■ 호쿠리쿠 신칸센 | 나가노 · 도야마 · 가나자와 · 쓰루가 방면 |

### 시나노 철도
| 1 | ■ 시나노 철도선 | 고모로・가루이자와 방면       |
| 2 | ■ 시나노 철도선 | (대피선)                      |
| 3 | ■ 시나노 철도선 | 도구라・시노노이・나가노 방면 |

### 우에다 전철
| 1 | ■ 벳쇼 선 | 시모노고・벳쇼 온천 방면 |

## 역세권 정보
- 우에다 시청
- 지쿠마강
- 국도 제18호선
- 국도 제141호선
- 국도 제143호선
- 우에다성
- 나가노현도 제162호선 우에다 정차장 선[1]

## 인접역
| 동일본 여객철도 ■ 호쿠리쿠 신칸센 | 동일본 여객철도 ■ 호쿠리쿠 신칸센 | 동일본 여객철도 ■ 호쿠리쿠 신칸센 |
| --------------------------------- | --------------------------------- | --------------------------------- |
| 사쿠다이라 다카사키 방면          | ■ 호쿠리쿠 신칸센                 | 나가노 가나자와 방면              |
| 시나노 철도 ■ 시나노 철도선       |                                   |                                   |
| 시나노코쿠분지 가루이자와 방면    |                                   | 니시우에다 시노노이 방면          |
| 우에다 전철 ■ 벳쇼 선             |                                   |                                   |
| (시종점역)                        |                                   | 시로시타 벳쇼 온천 방면           |